# Vaccinium consanguineum
Vaccinium consanguineum là một loài thực vật có hoa trong họ Thạch nam. Loài này được Klotzsch miêu tả khoa học đầu tiên năm 1851.

## Hình ảnh

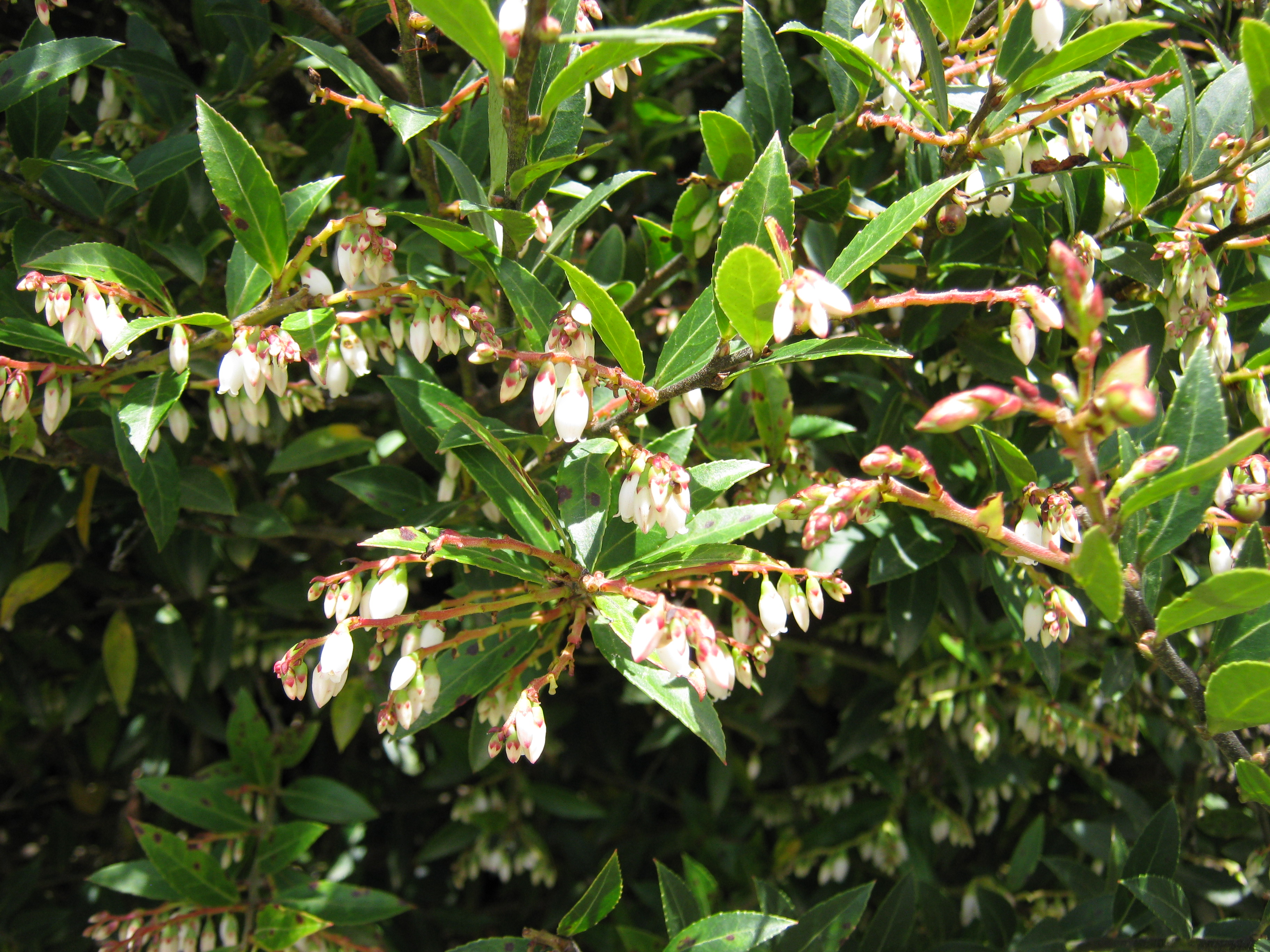
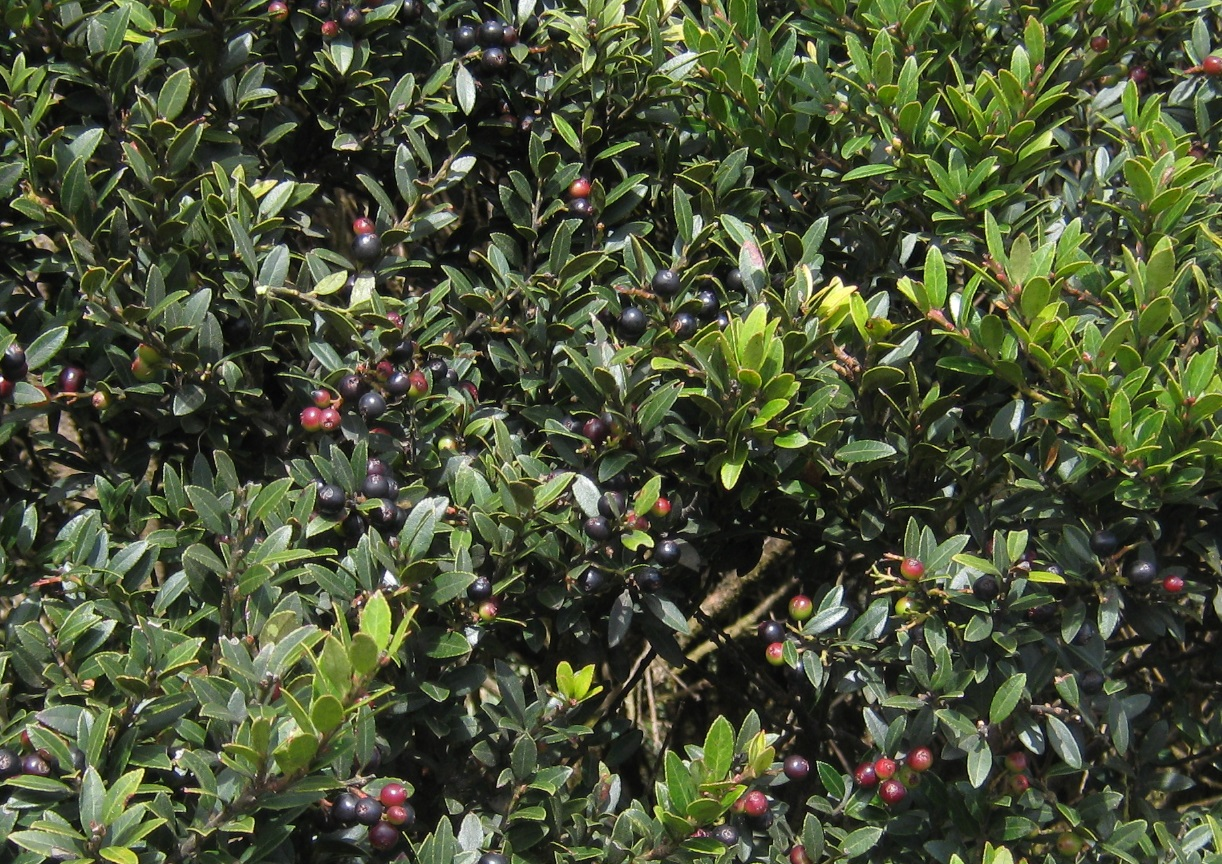
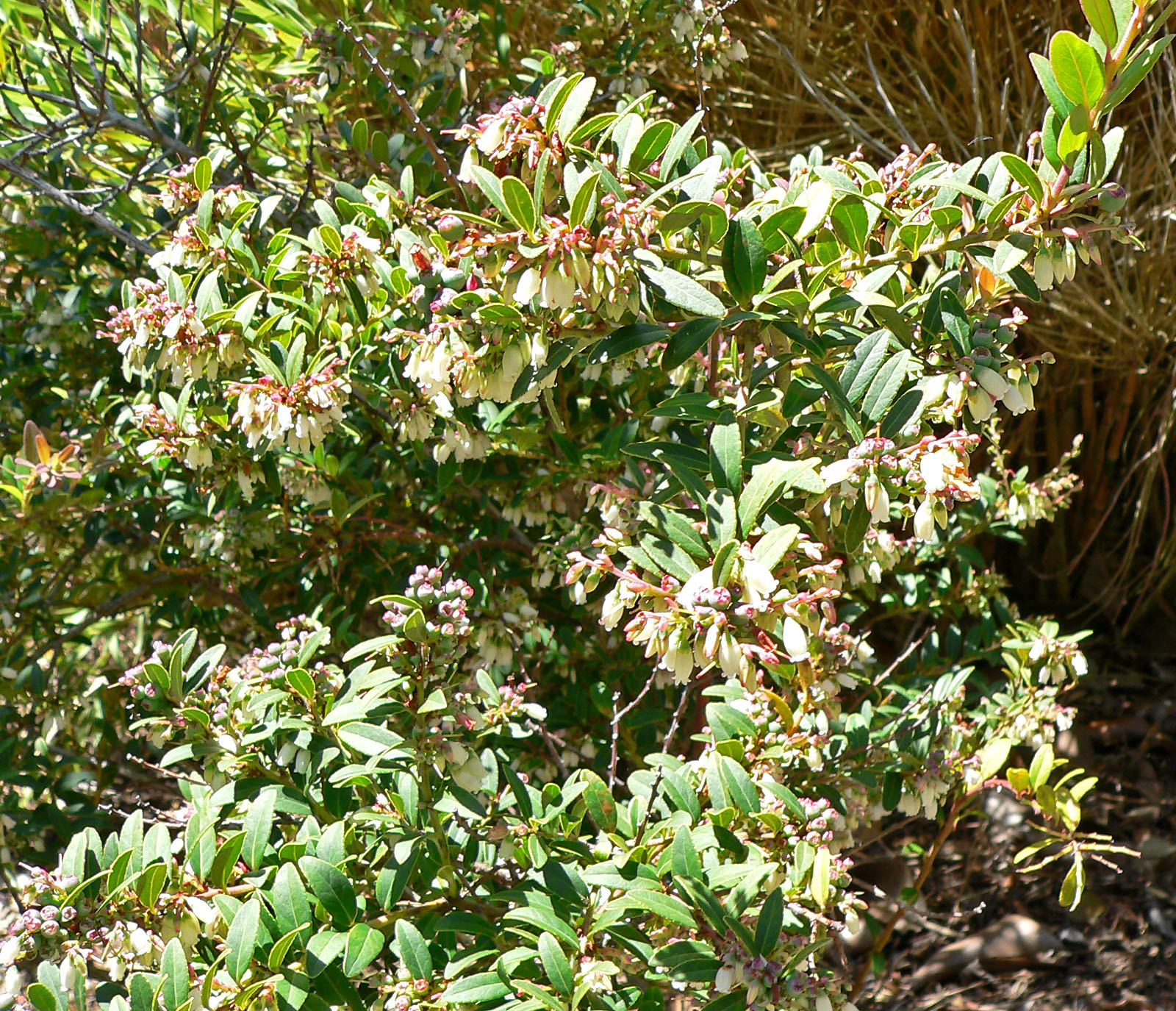
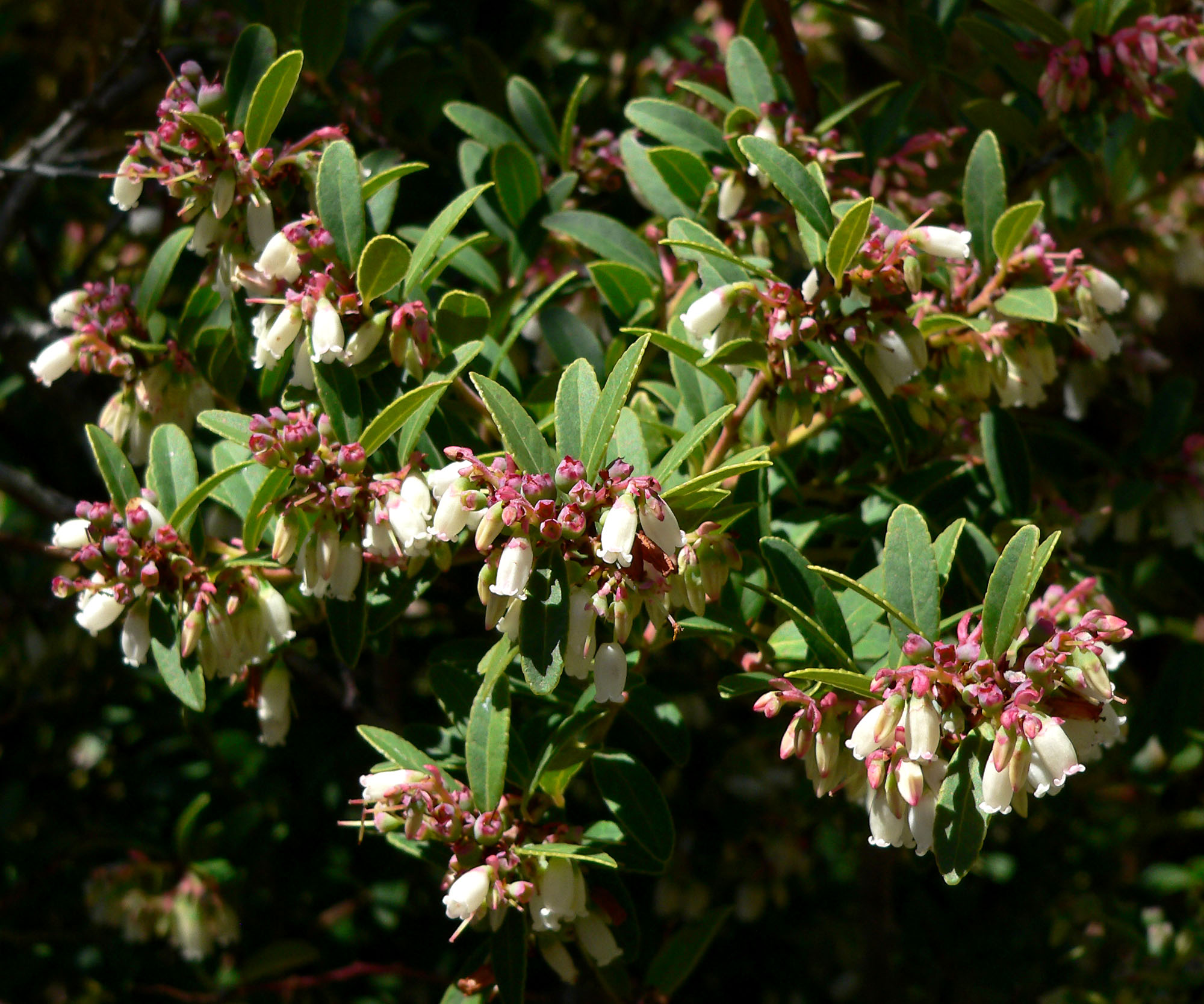